# Mikuláš Desfours
Mikuláš Desfours (též francouzsky jako Nicolas Des Fours Walderode, asi 1588, Nancy – 5. prosince 1661, Hrubý Rohozec) byl český vojevůdce lotrinského původu z rodu Desfours. Byl také zakladatelem rodového majetku v českých zemích. Jeho dědicem se stal Albrecht Maxmilián I. Desfours.

## Život
Narodil se nejspíše v Nancy v roce 1587, nebo 1588. Jeho otec Ludvík (Louis) byl lotrinský vyslanec na dvoře Rudolfa II.
O jeho mladí není mnoho známo. Začínal v roku 1618 v bitvě u Lomnice, v níž byl zajat. z jeho kariéry je doloženo pouze jeho působení jako rytmistr roty arkebuzírů v roce 1618. Poté bojoval pod Jindřichem Duvalem Dampierrem (přechodně v gardě generála Karla Buquoye).
22. září 1620 mu byl vystaven patent na jeho vlastní pluk arkebuzírů, který však byl v roce 1622 redukován a nakonce roku 1623 rozpuštěn.
V roce 1625 získal nový diplom na pluk dragounů (již pod velením Albrechta z Valdštejna), který byl záhy rozpuštěn a nato začal verbovat nový pluk arekbuzírů. Zřejmě byl úspěšný, 10. března 1626 povýšen na svobodného pána. Velké úspěchy slavil později toho roku v bojích pod generálem Tillym proti Dánům.
23. května 1628 Albrecht z Valdštejna propůjčil Mikulášovi v léno Hrubý Rohozec s městečkem Železný Brod a 23 vesnicemi.
Dne 21. dubna 1629 udělil císař Mikulášovi a jeho sourozencům titul říšského svobodného pána. Roku 1631 padl Hugo Hydou-Mayance a jeho pluk byl svěřen Mikulášovi. Před polním tažením roku 1632 byl Mikuláš povýšen do generálské hodnosti a zúčastnil se bitvy u Lützenu. V roce 1633 prodal Mikuláš svůj pluk a hodnost prodal a poté se již do aktivní služby nevrátil, žil v Praze.
Není známo proč z armády odešel, nicméně zcela se tak vyhnul aféře okolo zabití Valdštejna. Po Valdštejnově zavraždění byl 30. května 1634 jmenován podmaršálkem a povýšen na říšského hraběte, není však potvrzeno, zda byl kdy jmenován polním maršálem. Obdržel panství Semily s městem Smržovkou a panství Malou Skálu. 10. května 1636 obdržel český inkolát.
V roce 1648 byl zajat Švédy.
Mikuláš Desfours zemřel 5. prosince 1661 na svém zámku v Hrubém Rohozci a byl pohřben v Jičíně v jezuitském kostele sv. Ignáce, v roce 1856 však byly jeho ostatky přeneseny na Hrubý Rohozec a nakonec byl 4. prosince 1861 uložen do nové hrobky v Železném Brodě.

## Rodina
Mikuláš byl dvakrát ženatý, avšak potomky měl pouze s první ženou. Z celkem čtyř dětí se jen dvě dožily dospělosti.
- Marie Anna Eufémie z Eggenbergu († 1641), svatba 12. května 1627. Dcera Jana Viléma svobodného pána z Eggenbergu.
  - Albrecht Maxmilián I. Desfours
  - Marie Eleonora (1636–1638)
  - František Klaudius Michael (1643–1644)
  - Marie Markéta (1645 – 2.9.1672 Radenín), vzala si roku 1658 Václava Heřmana Františka Černína z Chudenic
- Barbora Markéta Khuen-Belasy-Lichtenberg, svatba 14. října 1642.